# خرباق
خَرْبَاق (الاسم العلمي: Eranthis)، جنس نباتات عشبية طبية معمرة مُزهرة من فصيلة الحوذانية. موطنها جنوب أوروبا والشرق عبر آسيا إلى اليابان. من أنواعه: خرباق شتوي.

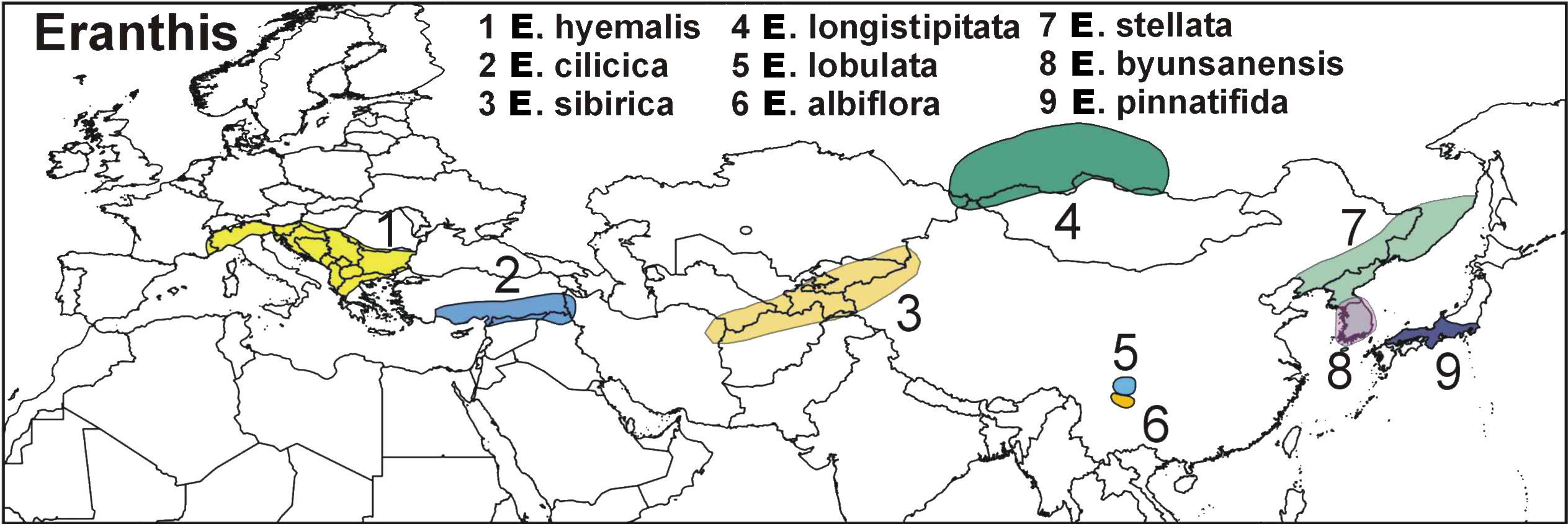
خريطة توزيع ثمانية أو تسعة أنواع من الخرباق في أوروبا وآسيا.